# Giuseppe Pella
Giuseppe Pella (Valdengo, 18 aprile 1902 – Roma, 31 maggio 1981) è stato un politico ed economista italiano.
È stato presidente del Consiglio dei ministri della Repubblica Italiana dal 17 agosto 1953 al 18 gennaio 1954, succeduto ad Alcide De Gasperi, e più volte ministro della Repubblica, deputato all'Assemblea Costituente dal 1946 al 1948, deputato dal 1948 al 1968 e senatore dal 1968 al 1976.
La sua politica liberista e monetarista ha fortemente influito sulla ricostruzione italiana nel secondo dopoguerra e il conseguente miracolo economico.

## Biografia

### Giovinezza ed entrata in politica
Nasce il 18 aprile 1902 a Valdengo, in provincia di Biella, secondogenito di Luigi Pella e Viglielmina Bona, gestori con un contratto di mezzadria di un piccolo podere.
Conseguita privatamente la licenza elementare, frequenta a Biella il triennio delle scuole tecniche, per approdare successivamente a Torino e diplomarsi in ragioneria presso l'Istituto Sommeiller nel 1920. Lo stesso anno, accanto a una prima esperienza lavorativa come procuratore del lanificio Lanzone di Sagliano Micca, si iscrive al corso di laurea in scienze economiche e commerciali presso il Regio Istituto superiore di Torino, dove si laurea nel 1924.
Insegna contabilità nazionale nelle Università di Roma e di Torino. Subito dopo la Liberazione aderisce alla Democrazia Cristiana senza collocarsi formalmente in nessuna delle correnti in cui è diviso il partito,, stringendo forti legami con Alcide De Gasperi.

### Ministro delle Finanze e del Tesoro
Ricopre il suo primo incarico governativo come sottosegretario di Stato al Ministero delle finanze (II e III governo De Gasperi), e nel IV governo De Gasperi è ministro delle Finanze.
Nei successivi governi dello statista trentino è Ministro del tesoro (V, VI, VII, VIII, 1948-1953), ricoprendo in alcune fasi anche l'interim del Bilancio; in questa veste persegue una politica liberista e monetarista, in continuità con la linea tracciata da Luigi Einaudi. Viene duramente criticato dalle sinistre d'opposizione (PCI e PSI) e anche dal gruppo di Dossetti, La Pira e Vanoni.
Gli esperti americani del piano Marshall, giunti a Roma per controllare l'utilizzazione dei fondi, rimangono sconcertati del fatto che nessuna parte dei fondi è stata usata per una politica di spesa pubblica di stampo rooseveltiano: il denaro è stato impiegato esclusivamente per mettere ordine nella finanza pubblica e per stabilizzare il bilancio dello Stato, seguendo il pensiero di Luigi Einaudi.

### Presidente del Consiglio dei ministri

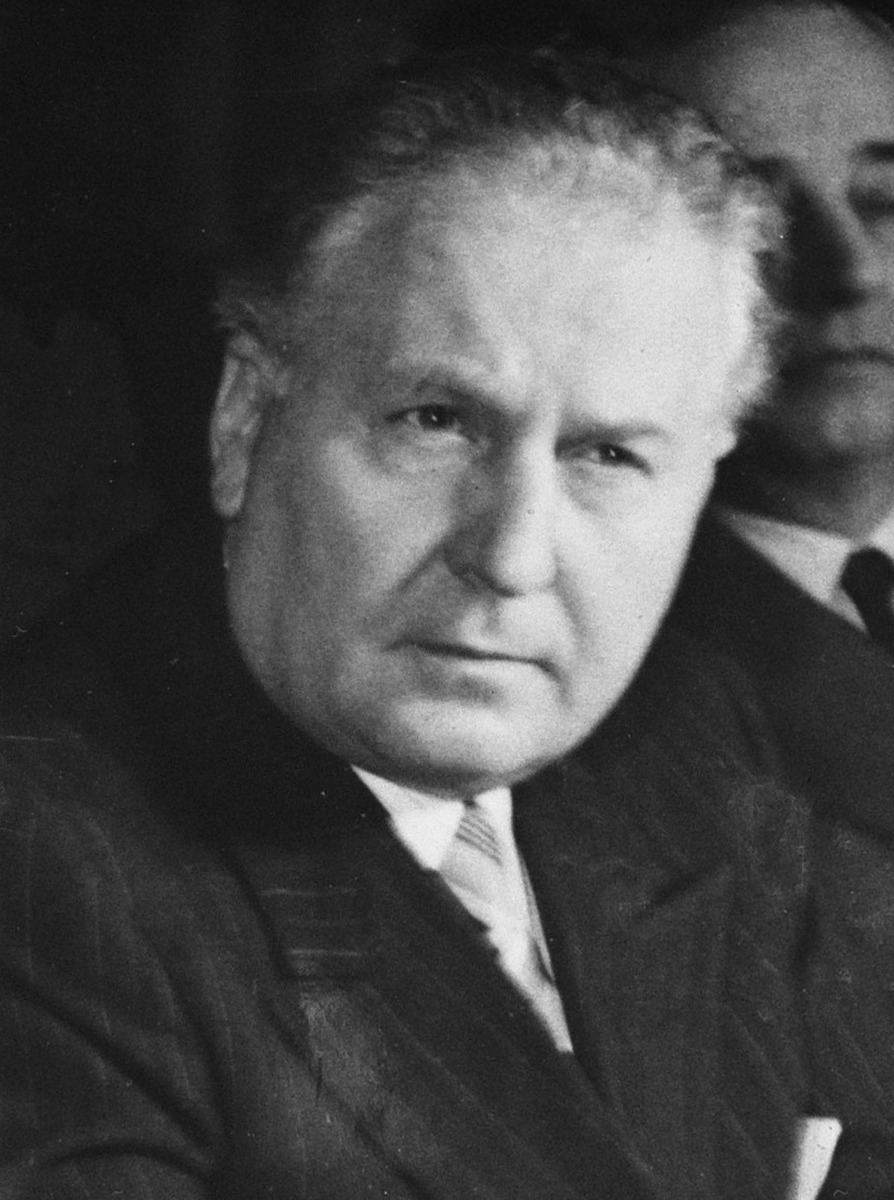
Pella nel 1953

Dopo la crisi politica del 1953, con il fallimento dell'ultimo governo di Alcide De Gasperi (che non ottiene la fiducia), il 17 agosto 1953 il Presidente della Repubblica Luigi Einaudi, che era stato suo insegnante all'università, incarica Pella di formare un governo di cui viene sottolineata la provvisorietà; è denominato infatti "governo d'affari" o "governo amministrativo" il cui unico compito è quello di arrivare all'approvazione della legge di bilancio (che all'epoca doveva avvenire entro il 30 ottobre di ogni anno), senza nessuno scopo politico. A rafforzare il carattere tecnico del gabinetto, ne sono chiamati a far parte alcune personalità estranee alla politica (ad esempio l'avvocato dello Stato Salvatore Scoca alla Riforma burocratica, l'alto magistrato Antonio Azara alla Giustizia, l'ingegnere Modesto Panetti alle Poste).
In tale esecutivo Pella assume l'interim degli Esteri e del Bilancio. Come Ministro degli affari esteri ha un duro scontro con il presidente jugoslavo Tito, il quale minacciava di invadere Trieste se gli anglo-americani, che ancora occupano la zona A del Territorio Libero di Trieste, ne avessero consegnato l'amministrazione all'Italia. Pella minaccia quindi l'invio di truppe sul confine orientale. La crisi, che può sfociare in un confronto militare, rientra solo dopo i numerosi sforzi diplomatici delle potenze occidentali.
Il suo interventismo suscita reazioni opposte in Parlamento e negli organi di stampa: monarchici e MSI lo sostengono apertamente, i partiti di sinistra, e soprattutto il PCI, lo accusano di nazionalismo. Buona parte della DC rimane fredda, anche in considerazione delle intenzioni del governo britannico e di quello statunitense nel mantenere buone relazioni con la Jugoslavia, a costo di penalizzare l'Italia. Gli organi di stampa maggiormente sensibili alla questione dei confini orientali, invece, salutano Pella come un patriota e come statista coraggioso.
Pella si dimette il 12 gennaio 1954.

### Attività e ministeri successivi
Dopo l'esperienza alla guida del governo, si dedica all'attività di partito partecipando alla fondazione di una corrente di destra conservatrice, "Concentrazione", alla quale aderisce, tra gli altri, Giulio Andreotti. In tale veste, è uno dei promotori dell'elezione di Giovanni Gronchi alla Presidenza della Repubblica contro il candidato del segretario della DC Amintore Fanfani, l'indipendente Cesare Merzagora. Eletto Gronchi, Pella è candidato naturale alla Presidenza del Consiglio, ma il nuovo presidente della Repubblica gli preferisce Antonio Segni.
È ministro degli affari esteri nel governo Zoli, in cui è anche vicepresidente del Consiglio dei ministri (19 maggio 1957 - 1º gennaio 1958), e nel secondo governo Segni (15 febbraio 1959 - 23 marzo 1960), oltreché ministro del bilancio nel terzo governo Fanfani (26 luglio 1960 - 21 febbraio 1962).
Ostile alla politica fanfaniana di alleanza col PSI, a partire dal 1962 decide di tenersi in disparte.

### Senatore e ultimi anni
Alle elezioni politiche del 1968 viene candidato al Senato della Repubblica, tra le liste della DC nel collegio di Mondovì della circoscrizione Piemonte, venendo eletto senatore. Nella V legislatura della Repubblica è componente e, dal 18 luglio 1968 al 23 febbraio 1972, presidente della 3ª Commissione Affari esteri, emigrazione del Senato.
Con la nascita del primo governo presieduto da Giulio Andreotti, torna a fare il ministro delle finanze, giurando il 18 febbraio 1972 nelle mani del Presidente della Repubblica Giovanni Leone; il governo, un monocolore DC, non avendo ottenuto la fiducia parlamentare si limita a gestire il disbrigo degli affari correnti fino alle elezioni politiche anticipate e alla successiva nascita del nuovo governo.
Lasciata definitivamente l'attività parlamentare nel 1976, è presidente e presidente onorario dell'Associazione nazionale fra le imprese assicuratrici.
Muore a Roma il 31 maggio 1981, all'età di 79 anni.

## Orientamento politico
Come sottolineato, Pella non aderì a nessuna corrente all'interno della Democrazia Cristiana, dimostrando simpatie per le posizioni conservatrici. Durante la sua permanenza nei ministeri delle finanze e del tesoro fu uno dei principali protagonisti del miracolo economico, avvenuto grazie ad una ricetta che comprendesse politiche liberiste e monetariste. Crescita, controllo dell'inflazione e pareggio di bilancio furono le priorità di Pella e di Ezio Vanoni, suo collega, che portarono crescita nelle finanze pubbliche e, come conseguenza, la lira ad essere una delle monete più stabili e salde del mondo occidentale. Tuttavia, le correnti di sinistra all'interno della DC osteggiarono il suo operato; esponenti quali Giuseppe Dossetti e Giovanni Gronchi ebbero perplessità circa le sue politiche e sovente lo attaccarono.
Pella inoltre ebbe svariati dubbi sull'efficacia di un'ipotetica integrazione europea, fortemente desiderata da Alcide De Gasperi e Luigi Einaudi, portandolo a collocarsi in un'area di euroscetticismo moderato.

## Intitolazioni
Tra le personalità politiche maggiormente popolari nell'Italia del dopoguerra, a Pella è stata intitolata una piazza a Roma davanti alla vecchia sede del ministero delle Finanze all'EUR, dove sorge anche un suo busto, nonché un corso nella città di Biella.

## Sinossi degli incarichi di Governo
| Carica                                                           | Mandato                           | Governo                 |
| ---------------------------------------------------------------- | --------------------------------- | ----------------------- |
| Sottosegretario di Stato al Ministero delle Finanze e del Tesoro | 31 maggio 1947 - 23 maggio 1948   | Governo De Gasperi III  |
| Ministro delle Finanze                                           | 6 giugno 1947 - 23 maggio 1948    | Governo De Gasperi IV   |
| Ministro del Tesoro                                              | 23 maggio 1948 - 12 gennaio 1950  | Governo De Gasperi V    |
| Ministro del Bilancio ad interim                                 | 23 maggio 1948 - 12 gennaio 1950  | Governo De Gasperi V    |
| Ministro del Tesoro                                              | 27 gennaio 1950 - 26 luglio 1951  | Governo De Gasperi VI   |
| Ministro del Bilancio ad interim                                 | 27 gennaio 1950 - 26 luglio 1951  | Governo De Gasperi VI   |
| Ministro del Bilancio                                            | 26 luglio 1951 - 29 giugno 1953   | Governo De Gasperi VII  |
| Ministro del Tesoro ad interim                                   | 2 febbraio 1952 - 29 giugno 1953  | Governo De Gasperi VII  |
| Ministro del Tesoro ad interim                                   | 16 luglio 1953 - 17 agosto 1953   | Governo De Gasperi VIII |
| Ministro del Bilancio                                            | 16 luglio 1953 - 17 agosto 1953   | Governo De Gasperi VIII |
| Presidente del Consiglio dei ministri                            | 17 agosto 1953 - 18 gennaio 1954  | Governo Pella           |
| Ministro degli affari esteri ad interim                          | 17 agosto 1953 - 18 gennaio 1954  | Governo Pella           |
| Ministro del Bilancio ad interim                                 | 17 agosto 1953 - 18 gennaio 1954  | Governo Pella           |
| Vicepresidente del Consiglio dei ministri                        | 19 maggio 1957 - 1º luglio 1958   | Governo Zoli            |
| Ministro degli affari esteri                                     | 19 maggio 1957 - 1º luglio 1958   | Governo Zoli            |
| Ministro degli affari esteri                                     | 15 febbraio 1959 - 25 marzo 1960  | Governo Segni II        |
| Ministro del Bilancio                                            | 26 luglio 1960 - 21 febbraio 1962 | Governo Fanfani III     |
| Ministro delle Finanze                                           | 17 febbraio 1972 - 26 giugno 1972 | Governo Andreotti I     |